# Viện Nghiên cứu Chính sách Thực phẩm Quốc tế
Viện Nghiên cứu Chính sách Thực phẩm Quốc tế (International Food Policy Research Institute - IFPRI) là một trung tâm nghiên cứu nông nghiệp quốc tế được thành lập vào đầu những năm 1970 để nâng cao sự hiểu biết về chính sách nông nghiệp và lương thực quốc gia để thúc đẩy việc thông qua đổi mới trong công nghệ nông nghiệp. Ngoài ra, IFPRI đã có nghĩa là để làm sáng tỏ thêm về vai trò của phát triển nông nghiệp và nông thôn trong con đường phát triển rộng lớn của một quốc gia.Nhiệm vụ của IFPRI là để tìm kiếm các giải pháp bền vững cho kết thúc đói nghèo thông qua nghiên cứu.IFPRI thực hiện nghiên cứu chính sách lương thực và phổ biến nó thông qua hàng trăm ấn phẩm, bản tin, hội nghị, và các sáng kiến khác. IFPRI đã được tổ chức như một quận của Columbia phi lợi nhuận, công ty không cổ trên 05 tháng 3 năm 1975 và bản tin nghiên cứu đầu tiên được sản xuất vào tháng 2 năm 1976.IFPRI có văn phòng ở nhiều nước đang phát triển, bao gồm cả Trung Quốc, Ethiopia, và Ấn Độ, và có nhân viên nghiên cứu làm việc tại nhiều quốc gia khác trên thế giới. Hầu hết các nghiên cứu diễn ra ở các nước đang phát triển ở Trung Mỹ, Nam Mỹ, châu Phi và châu Á. IFPRI là một phần của một mạng lưới các viện nghiên cứu quốc tế tài trợ một phần bởi CGIAR, mà lần lượt được tài trợ bởi các chính phủ, các doanh nghiệp tư nhân và các quỹ và Ngân hàng Thế giới.

## Phạm vi
Chiến lược của IFPRI  dựa trên ba trụ cột:. nghiên cứu, nâng cao năng lực, truyền thông và chính sách.

## Lĩnh vực nghiên cứu
Đề tài nghiên cứu đã bao gồm cây trồng thấp và năng suất vật nuôi, và suy thoái môi trường, quản lý nước, các vùng đất mỏng manh, quyền sở hữu, hoạt động tập thể, thâm canh bền vững của sản xuất nông nghiệp, tác động của biến đổi khí hậu đối với nông dân nghèo, các vấn đề và cơ hội của công nghệ sinh học, an ninh lương thực, suy dinh dưỡng vi chất dinh dưỡng, các chương trình tài chính vi mô, an ninh lương thực đô thị, phân bổ nguồn lực trong các hộ gia đình,và cho ăn học ở các nước có thu nhập thấp.

## Giới và Phát triển
Một lĩnh vực chính của nghiên cứu là giới tính và phát triển, Một nghiên cứu được tiến hành ở tiểu vùng Sahara châu Phi, nhìn vào năng suất tương đối của khu đất trang trại được kiểm soát bởi những người đàn ông so với lô điều khiển bởi phụ nữ. Họ phát hiện ra rằng phần lớn các nguồn lực dành cho lô điều khiển bởi những người đàn ông, nhưng nếu nguồn lực đã được chuyển hướng đến âm mưu kiểm soát bởi năng suất phụ nữ có thể tăng đến 20%. Trong một nghiên cứu ở Kenya, nơi phụ nữ có được hầu như không có giáo dục, họ xác định rằng nếu phụ nữ nông dân được cung cấp trong một năm của giáo dục tiểu học, sản xuất ngô có thể tăng nhiều như 24%.

## Biến đổi khí hậu
Một trong những lĩnh vực nghiên cứu cho IFPRI là tác động của biến đổi khí hậu đối với các nước đang phát triển. Biến đổi khí hậu mô tả một sự thay đổi toàn cầu trong khí hậu, nhưng điều này không có nghĩa là tất cả các khu vực trên thế giới sẽ bị ảnh hưởng như nhau hoặc là tất cả họ sẽ trải qua cùng một loại biến đổi khí hậu. Một số khu vực có thể trở nên ấm áp hơn khi những người khác có thể trở nên lạnh hơn. IFPRI đã tiến hành nghiên cứu để mô hình các tác động của biến đổi khí hậu lên các quần thể phát triển.
Trong năm 2011, IFPRI công bố kết quả của một nghiên cứu tại Cộng hòa Yemen dự đoán kết quả kinh tế của biến đổi khí hậu trong cộng đồng Yemen đô thị và nông thôn. Nghiên cứu dự đoán rằng GDP của nước này sẽ giảm, nhưng đó GDP nông nghiệp sẽ tăng lên. Nó dự đoán rằng lũ sẽ gây ra người nông dân mất một số cây trồng, nhưng nông nghiệp nói chung sẽ được hưởng lợi. Nhóm này dự kiến sẽ phải chịu nhiều nhất sẽ là vùng nông thôn phi nông dân. Về lâu dài, biến đổi khí hậu được dự đoán sẽ gây tổn hại an ninh lương thực và gây giảm GDP hộ gia đình. Trong tháng 12 năm 2011, IFPRI xuất bản một báo cáo gửi cho Công ước khung của Liên hợp quốc về biến đổi khí hậu (UNFCCC) nêu bật sự cần thiết phải nghiên cứu hệ thống nông nghiệp có khả năng bị ảnh hưởng bởi biến đổi khí hậu. Họ nhấn mạnh rằng 12 họ đề nghị nên có nhiều ưu tiên nghiên cứu:
- Sâu và bệnh
- Các hệ sinh thái đất
- Động vật nhai lại Nông nghiệp
- Cơ cấu thủy lợi và hiệu quả
- Trồng cây lâu năm
- Chất lượng hạt
- Lưu trữ
- Công nghệ sinh học
- Sử dụng đất
- Thương mại quốc tế
- Sở hữu trí tuệ
- Phát triển nguồn nhân lực

## Suy dinh dưỡng
IFPRI đã thực hiện nghiên cứu sâu rộng sang các lĩnh vực liên quan đến suy dinh dưỡng. Họ đã tiến hành nghiên cứu trên toàn thế giới về các vấn đề khác nhau mà phát sinh từ hoặc gây suy dinh dưỡng. Họ đã nhìn HIV và sốt rét và cách suy dinh dưỡng ảnh hưởng đến dịch tễ học của các bệnh này. Họ đã xem xét các tác động của suy dinh dưỡng ở trẻ em đối với sức khỏe của người lớn. Họ đã xem xét các lợi ích tiềm năng của cây trồng CNSH về dinh dưỡng trẻ em, và những ảnh hưởng của việc bổ sung vitamin nói chung.
Một nghiên cứu ở Ethiopia để kiểm tra hiệu quả chi phí của hai phương pháp khác nhau để điều trị suy dinh dưỡng ở trẻ em đã được thực hiện bởi Tekeste Asayehegn. Trong nghiên cứu này các so sánh hai phương pháp khác nhau chăm sóc dài hạn cho các trẻ em bị suy dinh dưỡng. Trong phương pháp đầu tiên trẻ em được đưa đến Trung tâm ăn điều trị nơi họ vẫn là bệnh nhân nội trú. Phương pháp thay thế liên quan đến các nguồn cung cấp để điều trị suy dinh dưỡng trẻ em được gửi đến phòng khám địa phương và các cơ sở y tế, nơi trẻ em được đưa vào một cơ sở hàng tuần hoặc hai tuần để điều trị. sau đó các chất bổ sung dinh dưỡng được đưa về nhà với con. Các tình nguyện viên kiểm tra trên các bệnh nhân tại nhà và đưa họ đến các cơ sở điều trị. chương trình điều trị nội địa hóa này đã được tìm thấy để cắt giảm chi phí điều trị một đứa trẻ bị suy dinh dưỡng trong một nửa.
Tại Uganda, IFPRI tiến hành một nghiên cứu về mối quan hệ giữa suy dinh dưỡng và tỷ lệ mắc bệnh sốt rét. Có hai biến trong nghiên cứu đầu tiên là bằng chứng của suy dinh dưỡng ở trẻ em và thứ hai là có hay không việc trẻ em bị nhiễm HIV. Nghiên cứu chỉ ra rằng có thể có một mối tương quan giữa suy dinh dưỡng và tăng nguy cơ mắc bệnh sốt rét. Cả hai bệnh nhân HIV âm tính và dương tính đã được suy dinh dưỡng cho thấy tỷ lệ cao của bệnh sốt rét so với các nhóm chất dinh dưỡng tốt hơn.

## Cây trồng biến đổi gen
IFPRI không hỗ trợ cũng không phản đối thực phẩm biến đổi gen, tuy nhiên, họ đã phát hành nhiều ấn phẩm về các tác động tiềm năng của việc sử dụng cây trồng biến đổi gen. Có rất nhiều loại cây trồng biến đổi gen. Một số thay đổi khả năng của cây để sản xuất thuốc trừ sâu tự nhiên trong khi những người khác ảnh hưởng đến giá trị dinh dưỡng của các loại cây trồng chính mình. Năm 2009 IFPRI phát hành một ấn phẩm đó là một cái nhìn tổng quan về việc sử dụng cây trồng CNSH từ năm 1997 đến năm 2007. Kể từ học viện duy trì quan điểm trung lập về vấn đề này, họ đã chọn thuật ngữ "công nghệ sinh học" như là ít viêm hơn "biến đổi gen" hoặc " chuyển gen. " việc công bố là một đánh giá của nhiều nghiên cứu được tiến hành trong khoảng thời gian mười năm ở một số nước trên thế giới.
Họ quan sát thấy rằng nhiều nghiên cứu đã không thể kết luận về giá trị kinh tế của cây trồng. Ví dụ, các nghiên cứu cho thấy kết luận rằng việc sử dụng bông Bt làm giảm nhu cầu điều trị thuốc trừ sâu và tăng năng suất cây trồng, nhưng họ không cho thấy cho dù đó tăng lợi nhuận cho các trang trại nhỏ tham gia.Họ xác định rằng các thông tin được cung cấp cho người tiêu dùng là quan trọng trong nghiên cứu luận án. thông điệp tiêu cực là rất hiệu quả trong việc sử dụng dissuading. Nhìn chung, các nhà nghiên cứu xác định rằng một số chủng loại cây trồng công nghệ sinh học được đầy hứa hẹn về kinh tế đặc biệt là ở các nước như Ấn Độ và Trung Quốc. Họ không muốn làm quá mạnh một phán quyết trên các dữ liệu được cung cấp giới thiệu các nghiên cứu tốt hơn được thực hiện trong mười năm sau để có được một sự hiểu biết đầy đủ hơn về những tác động kinh tế của cây trồng CNSH ở các nước đang phát triển. Ấn phẩm này đã không quan sát về các vấn đề môi trường và sức khỏe liên quan đến tiềm năng có liên quan với các loại cây trồng. Nó chỉ đơn giản là xử lý với lợi nhuận tiềm năng và tác động kinh tế.
IFPRI cũng phân tích những cải cách thị trường nông nghiệp, chính sách thương mại, đàm phán Tổ chức Thương mại Thế giới trong bối cảnh nông nghiệp, hiệu quả thể chế, cây trồng và đa dạng hóa thu nhập, hoạt động sau thu hoạch, và nông lâm.Viện có liên quan đến đo lường dự án Mục tiêu Phát triển Thiên niên kỷ và hỗ trợ các chính phủ trong việc xây dựng và thực hiện chiến lược phát triển.Công việc tiếp theo bao gồm nghiên cứu về các hệ thống đổi mới nông nghiệp và vai trò của tăng cường năng lực trong phát triển nông nghiệp.

## Sản phẩm và ấn phẩm
IFPRI mục tiêu chính sách và nghiên cứu sản phẩm của mình cho nhiều khán giả, bao gồm hoạch định chính sách phát triển quốc gia, các tổ chức phi chính phủ (NGO), các tổ chức xã hội dân sự ", lãnh đạo ý kiến", các nhà tài trợ, cố vấn, và phương tiện truyền thông.
Ấn phẩm của IFPRI bao gồm sách, báo cáo nghiên cứu, mà còn các bản tin, tóm tắt, và tờ.mà cũng có sẵn từ Repository Kiến thức IFPRI của.Nó cũng tham gia vào việc thu thập dữ liệu sơ cấp và việc soạn thảo và xử lý dữ liệu thứ cấp.
Báo cáo chính sách lương thực toàn cầu là một trong những ấn phẩm hàng đầu của IFPRI của. Nó cung cấp một cái nhìn sâu sắc vào sự phát triển chính sách lương thực chủ yếu và các sự kiện. Đáp lại sự quan tâm quốc tế về thực phẩm và dinh dưỡng an toàn và bền vững, báo cáo thường niên này cung cấp một cái nhìn tổng quan về sự phát triển chính sách thực phẩm đã đóng góp vào hoặc cản trở sự tiến bộ trong thực phẩm và dinh dưỡng, an ninh. Nó đánh giá những gì đã xảy ra trong chính sách lương thực và lý do tại sao, xem xét những thách thức và cơ hội chính, cổ phiếu chứng cứ và kiến thức mới, cập nhật chỉ số chính sách lương thực chính, và nổi bật các vấn đề đang nổi lên.
Năm 1993 IFPRI giới thiệu Tầm nhìn 2020 Initiative, mà nhằm phối hợp và hỗ trợ một cuộc tranh luận giữa các chính phủ, các tổ chức phi chính phủ, khu vực tư nhân, các tổ chức phát triển quốc tế, và các yếu tố khác của xã hội dân sự để đạt được an ninh lương thực cho tất cả vào năm 2020.
Đến năm 2006 IFPRI sản xuất Chỉ số đói nghèo toàn cầu (GHI)  hàng năm đo lường sự tiến bộ và sự thất bại của từng quốc gia và vùng lãnh thổ trong cuộc chiến chống đói nghèo. GHI là sự hợp tác của IFPRI, các Welthungerhilfe, Concern Worldwide.
IFPRI đã sản xuất Chỉ số đói nghèo liên quan đối với các nước Ấn Độ (ISHI)  (2008) và Tiểu Quốc Chỉ số đói nghèo cho Ethiopia  (2009).

## Cơ cấu tổ chức
IFPRI được tạo thành từ các văn phòng của Tổng giám đốc, Đông và Nam Phi Office, Nam Văn phòng khu vực châu Á,  Tây và Trung Phi Office,  Truyền thông & Kiến thức bộ phận quản lý,  sự Tài chính và Hành chính, và 5 nghiên cứu bộ phận:
- Chiến lược phát triển và quản trị
- Công nghệ môi trường và sản xuất
- Thị trường, thương mại, và các tổ chức
- Đói nghèo, y tế, dinh dưỡng và
- Truyền thông & Kiến thức quản lý
- Tài chính và Quản trị
- Đối tác, tác động và năng lực Tăng cường
Giám đốc Tổng
- Shenggen Fan (2009 -nay)
- Joachim von Braun (2002 - 2009)
- Mỗi Pinstrup - Andersen (1992 - 2002)
- Chỉ cần Faaland (tạm DG, 1990-1992)
- John W. Mellor (1977 - 1990)
- Dale E. Hathaway (1975 - 1977, thành lập Tổng giám đốc)
IFPRI cũng dẫn hai của chương trình nghiên cứu của CGIAR (CRPs): Chính sách, tổ chức, và Thị trường (PIM) và nông nghiệp vì dinh dưỡng và sức khỏe (A4NH).
IFPRI tổ chức một số mạng lưới nghiên cứu:
- Khoa học nông nghiệp và chỉ số công nghệ (ASTI)
- Chương trình CGIAR toàn hệ thống về hành động tập thể và quyền sở hữu (Capri)
Harvest Plus
HarvestChoice
AGRODEP
ReSAKSS

## Impact
Các đánh giá nghiên cứu định hướng chính sách đặt ra rất nhiều thách thức bao gồm những khó khăn để xác định tác động của kiến thức và ý tưởng về giảm nghèo và hoặc tăng thu nhập hoặc sự ghi nhận thay đổi về những con số này cho một dự án nghiên cứu hoặc nghiên cứu cụ thể.
Mặc dù có những thách thức, nghiên cứu tìm thấy rằng nghiên cứu của IFPRI có hiệu ứng lan tỏa cho nghiên cứu cấp quốc gia cụ thể, mà còn trong việc thiết lập chương trình nghị sự chính sách toàn cầu, ví dụ như trong các lĩnh vực đa dạng sinh học (ảnh hưởng đến các Hiệp ước quốc tế về tài nguyên di truyền thực vật) và thương mại (với đối với Vòng đàm phán Doha của đàm phán thương mại).
Một ví dụ về tác động IFPRI về xây dựng chính sách là cuộc khủng hoảng giá lương thực 2007-2008 trên thế giới. IFPRI đã có thể nhanh chóng kéo nghiên cứu cùng có liên quan và kiến nghị kết quả của nó đã được bao gồm trong khung toàn diện của Liên Hợp Quốc về hành động về an ninh lương thực.
IFPRI dẫn một số các đối tác tham gia mà các bên liên quan khác nhau ảnh hưởng đến chính sách với một tác động về nghèo đói và tình hình lương thực của người nghèo. Mới nhất của các sáng kiến này là Compact2025, một sự hợp tác phát triển và phổ biến các lời khuyên dựa trên bằng chứng để các chính trị gia và các nhà hoạch định khác nhằm chấm dứt nạn đói và suy dinh dưỡng trong 10 năm tới.

## Phê bình
CGIAR và các cơ quan của nó, bao gồm cả IFPRI, đã bị chỉ trích vì kết nối của họ cho các chính phủ phương Tây và kinh doanh nông nghiệp đa quốc gia, mặc dù các ấn phẩm nghiên cứu của nó cũng đã được trích dẫn bởi các nhà phê bình của sinh vật biến đổi gen trong nông nghiệp. IFPRI mô tả mình là "không phải là một người ủng hộ cũng không phải là đối thủ của cây trồng biến đổi gen." Ngoài ra, nhiều nguồn tin nhận CGIAR là có hỗ trợ các hộ sản xuất nhỏ và nông dân nghèo Trung ương đến sứ mệnh của mình.